# Сушков, Николай Семёнович
Никола́й Семёнович Сушко́в (20 декабря 1922 — 13 ноября 1988) — участник Великой Отечественной войны, наводчик противотанкового ружья 1339-го горно-стрелкового полка (318-я горно-стрелковая дивизия, 1-я гвардейская армия, 4-й Украинский фронт) рядовой — на момент представления к награждению орденом Славы 1-й степени. Один из немногих кавалеров ордена Славы, награжденных в год войны четырьмя орденами Славы.

## Биография
Николай Семёнович Сушков родился 20 декабря 1922 года в селе Евгеньевка, ныне Енбекшиказахского района Алма-Атинской области Казахстана в семье крестьянина. По национальности — русский. В 1939 году окончил 7 классов. Работал в колхозе.
В октябре 1941 года был призван в Красную Армию. Летом 1942 года в составе 4-й воздушно-десантной (с сентября 1942 года — 8-й гвардейской стрелковой) бригады участвовал в боях на Северном Кавказе, в обороне города Моздок. Бои были тяжелые, и 7 сентября 1942 года домой ушло извещение о том, что красноармеец Сушков пропал без вести.
К осени 1944 года воевал в составе 1339-го горно-стрелкового полка 318-й горно-стрелковой дивизии, был наводчиком противотанкового ружья. В это время дивизия в составе 4-го Украинского фронта участвовала в Восточно-Карпатской операции, задачей которой было оказание помощи Словацкому восстанию. 9 сентября 1944 года в наступательном бою за господствующую высоту в районе села Новый Мизунь красноармеец Сушков огнем из противотанкового ружья подавил пулемёт и вывел из строя несколько солдат противника, чем содействовал продвижению стрелковых подразделений. Приказом по частям 318-й горно-стрелковой дивизии (№ 55/н) от 12 октября 1944 года красноармеец Сушков Николай Семёнович был награждён орденом Славы 3-й степени.
В декабре 1944 года — январе 1945 года дивизия вела тяжелые бои в Карпатах, с 5 по 22 января — в составе 18-й армии, затем снова в составе 1-й гвардейской армии. С 10 по 14 декабря 1944 года в боях в районе населенных пунктов Бачков и Даргов (восточнее города Кошице, Словакия) красноармеец Сушков огнём из своего противотанкового ружья подавил огневую точку противника, истребил несколько гитлеровцев. Весь период боев действовал один, так как второй номер был ранен. 24 декабря сам получил ранение. 9 января был представлен к награждению орденом Славы 2-й степени.
В январе 1945 года в бою за безымянную высоту у села Бачков разведал передний край и местонахождение огневых точек. Во время атаки первым ворвался на высоту, забросал гранатами траншею противника, лично уничтожил до 10 гитлеровцев. 25 января был вновь представлен к награждению орденом Славы 2-й степени. Приказами по войскам 18-й армии (№ 36/н, за бои в декабре 1944 года) от 31 января 1945 года и по войскам 1-й гвардейской армии (№ 44/н, за бой в январе 1945 года) от 28 февраля 1945 года красноармеец Сушков Николай Семёнович награждён двумя орденами Славы 2-й степени. Один из орденов остался не врученным, возможно из-за приказов по разным армиям.
В дальнейшем в составе своей дивизии участвовал в Западно-Карпатской наступательной операции, освобождении города Кошице, а в марте 1945 года — в Моравско-Остравской операции. 1 апреля 1945 года под огнем противника первым ворвался в населенный пункт Охабы (северо-восточнее города Цешин, Польша), в уличных боях из противотанкового ружья поразил пулемётную точку. 3 апреля при отражении контратаки гитлеровцев поджег самоходное артиллерийское орудие и огнем из автомата истребил его экипаж. В этом бою был тяжело ранен. День победы встретил в госпитале. Указом Президиума Верховного Совета СССР от 15 мая 1946 года красноармеец Сушков Николай Семёнович был награждён орденом Славы 1-й степени, таким образом став полным кавалером ордена Славы.
В ноябре 1946 года был демобилизован и вернулся на родину. После войны жил в селе Тургень Энбекшиказахского района Алматинской области. Работал слесарем на ремонтно-механическом заводе, в совхозе «Коктюбе». Скончался 13 ноября 1988 года на 66-м году жизни.

## Награды
- Орден Отечественной войны 1-й степени (11.03.1985)
- Орден Славы 1-й (15.05.1946), 2-й (31.01.1945), 2-й (28.02.1945) и 3-й (12.10.1944) степеней.